# Vigoroso da Siena

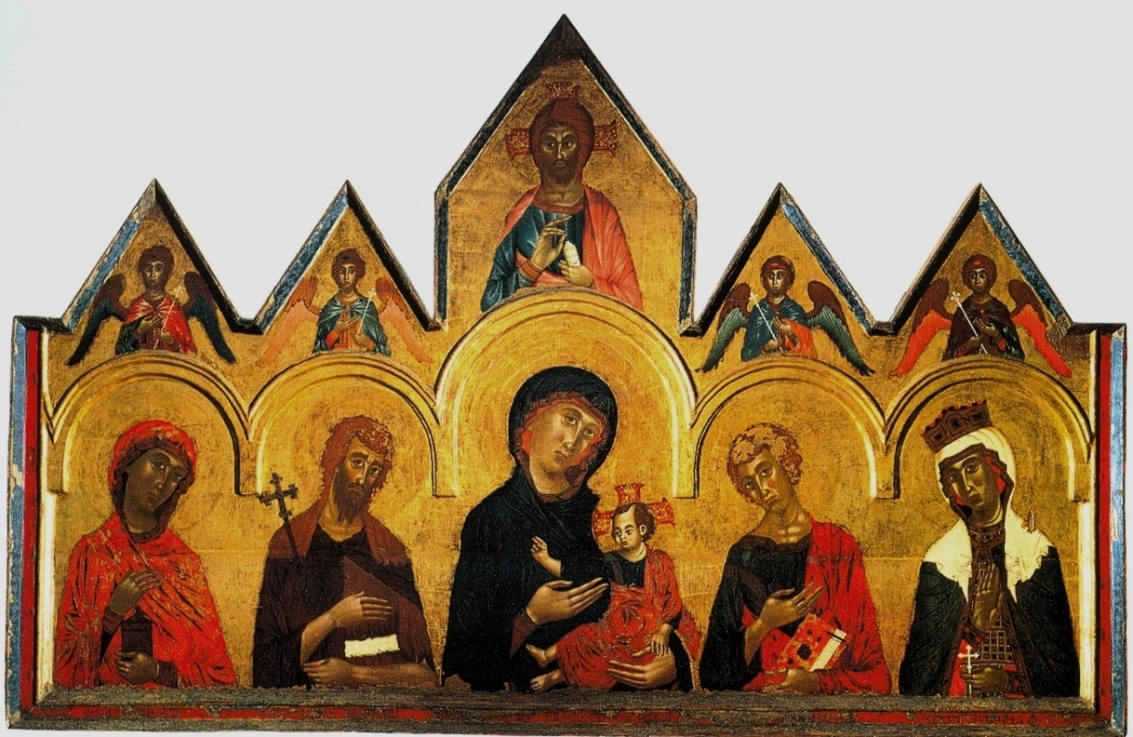
Retabel van Perugia, 1291, Galleria Nazionale dell'Umbria, inv. nr. 32.

Vigoroso da Siena was een kunstschilder ook werkzaam als miniaturist die actief was in Siena in de tweede helft van de 13e eeuw. Hij werd vernoemd in documenten tussen 1276 en 1293.
Hij werkte in de stijl van Cimabue en het enige met zekerheid aan hem toegewezen werk, het retabel (dossale) afkomstig uit de Santa Giuliana kerk in Perugia, is stilistisch meer verwant met Cimabue dan met de Siënese schilderstijl op het einde van de 13e eeuw die de aanzet zou geven voor de Siënese school.

## Biografie
De oudste vermelding van Vigoroso is van 1276 en de sterke verwantschap met Cimabue zou kunnen laten vermoeden dat hij in diens omgeving zijn opleiding kreeg en misschien afkomstig was van Florence, maar dit blijft een hypothese. Men heeft geen zekerheid over de plaats waarvan Vigoroso afkomstig was, we weten wel dat hij in de laatste maanden van 1276 het Siënese burgerschap kreeg.

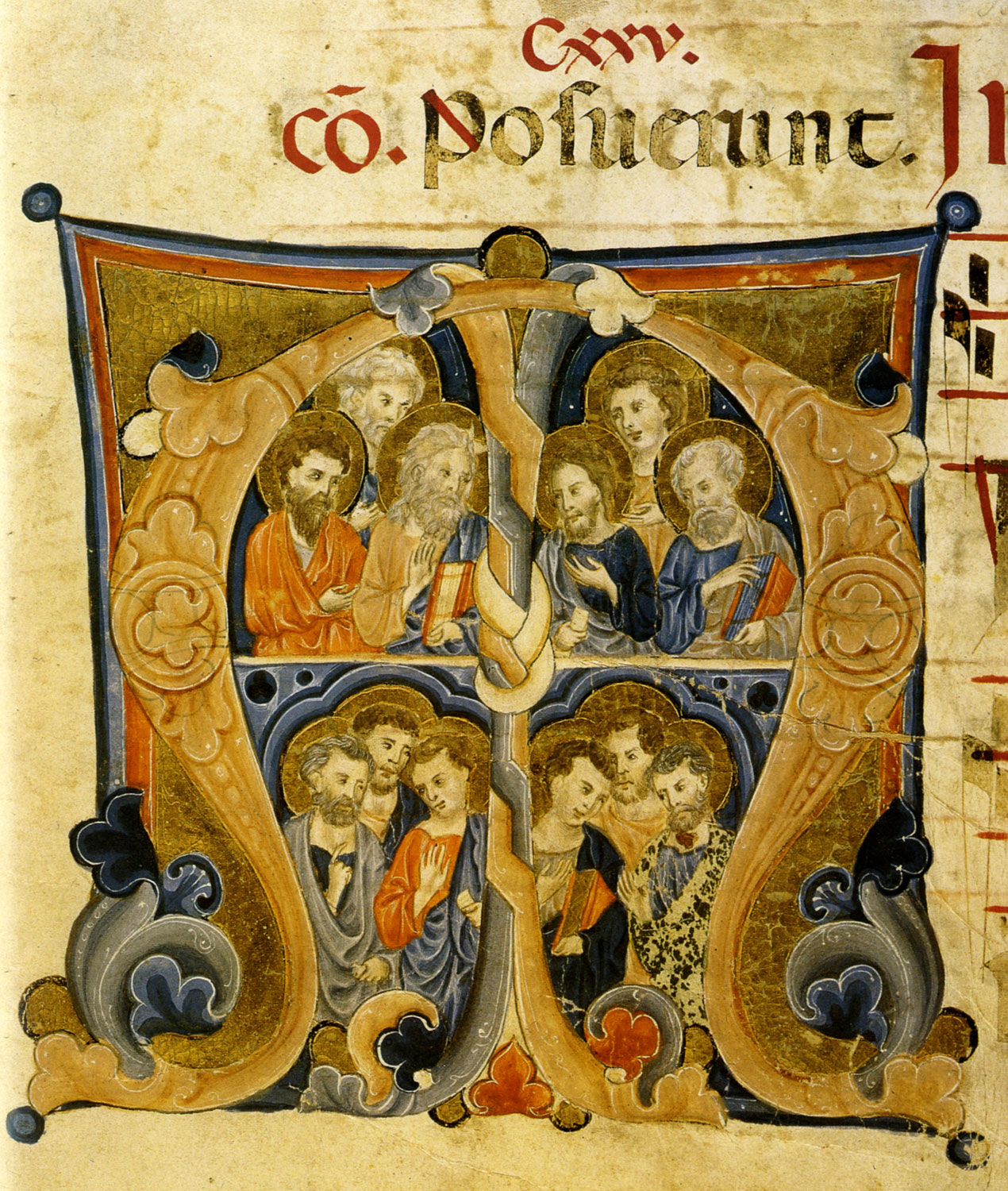
Gehistorieerde initiaal met de twaalf apostelen, toegeschreven aan Vigoroso da Siena, Fondazione Cini, Venetië

Daarnaast zijn er nog documenten die bevestigen dat hij in 1291 en 1292 opdrachten kreeg van de Biccherna en werd hij vermeld in Siënese documenten van 1280 en 1293. Door zijn werk aan de boeken van de Camarlingo di Siena (kamerheer) gedocumenteerd in 1291 en 1292 wordt hij ook beschouwd als miniaturist hoewel geen enkel werk met zekerheid aan hem kan worden toegeschreven. Een fragment van een handschrift uit de tweede helft van de 13e eeuw, nu bewaard bij de Fondazione Cini in Venetië, dat de twaalf apostelen voorstelt in het kader van een initiaal M, wordt aan Vigoroso toegeschreven op basis van stilistische kenmerken vergelijkbaar met die van zijn retabel.

## Stijl
Het enige werk waaruit stijlkenmerken kunnen afgeleid worden is het gesigneerde dossale van Perugia. Hoewel het geschilderd werd in 1291 toont het weinig verwantschap met het werk van Duccio di Buoninsegna die toen al een gevestigde waarde was in Siena. Maar het werk heeft duidelijk affiniteit met de Siënese schilderkunst uit die periode vooral wat de vorm van het werk en de kleuren betreft. Siena was blijkbaar een voorloper in de vormgeving van altaarstukken; er werd eerder dan in andere centra een voorloper van de gotische vormen gebruikt die standaard zouden worden in de 14e eeuw. Het werk lijkt een beetje op een vijfdelige gotische portiek. Het kleurgebruik gaat terug op de werken van de vorige generatie van Siënese schilders. De aangezichten en de handen worden abstraherend vervormd en de gezichten worden met fijne streepjes van loodwit opgelicht om het volume vorm te geven. De stijl van Vigoroso kwam zo dicht in de buurt van die van Cimabue dat sommige kunstcritici werk van Cimabue aan hem wilden toewijzen.
Men kan deze schilder zien als een belangrijke getuige van de invloed van Cimabue op de Siënese schilderkunst, naast de jonge Duccio di Buoninsegna, Guido di Graziano en Rinaldo da Siena. Ook Guido da Siena en Dietisalvi di Speme werden door die meester beïnvloed in hun latere werk.

## Werken
Er zijn geen belangrijke pogingen gedaan om andere werken dan diegene die hiervoor aan bod kwamen aan Vigoroso toe te schrijven. Luciano Bellosi schrijft dat Bartalini en Angelo Tartuferi een Madonna met Kind in de San Biagio in Scrofiano (prov. Siena) toeschrijven aan Vigoroso. Deze madonna die nagenoeg een kopie is van de Crevole Madonna van Duccio di Buoninsegna (Museo dell’Opera della Metropolitana) werd voorheen beschouwd als een jeugdwerk van Segno di Bonaventura.
Ook vijf miniaturen bewaard in het Gabinetto Disegni e Stampi van het Uffizi zijn volgens Bellosi toe te wijzen aan Vigoroso op basis van de vergelijkbare tekenstijl met de ondertekening op het dossale van Perugia.

## Weblinks
- Madonna col Bambino e Santi Vigoroso da Siena op de Europeana Collections.
- Santa Giuliana Dossal (1291) op Key to Umbria, Perugia

- RKD-Nederlands Instituut voor Kunstgeschiedenis: 80981
- Union List of Artist Names: 500031255
- Virtual International Authority File: 95874204